# Scooter Braun
Scooter Braun, właśc. Scott Samuel Braun (ur. 18 czerwca 1981 w Nowym Jorku) – amerykański menedżer artystów. Właściciel wytwórni muzycznych: School Boy Records oraz Raymond-Braun Media Group (RBMG), którą prowadzi wraz z piosenkarzem R&B Usherem. Najbardziej znanymi artystami, których nadzoruje Scooter, są Justin Bieber i Ariana Grande. W School Boy Records reprezentuje między innymi Psy, Carly Rae Jepsen, Tori Kelly oraz The Wanted. Od czerwca 2019 roku po przejęciu przez należący do Brauna holding Ithaca, wytwórni Big Machine Records, do 2025 roku był właścicielem większości dorobku Taylor Swift. Co spotkało się, z opisywaną przez wiele mediów, dezaprobatą artystki.

## Wczesne lata
Braun urodził się w rodzinie konserwatywnych Żydów: Ervina i Susan (z d. Schlussel) Braunów w Nowym Jorku. Rodzice pochodzą z Węgier, na krótko przez radziecką interwencją w 1956 roku, wyemigrowali do USA. Ojciec dorastał na Queensie, pracował jako dentysta, matka była ortodontką. Po zawarciu małżeństwa rodzice przenieśli się do Greenwich w Connecticut.
W trakcie nauki w liceum Greenwich High School wziął udział w konkursie na film dokumentalny z okazji Narodowego Dnia Historii, na potrzeby którego stworzył dziesięciominutowy dokument o Żydach na Węgrzech przed, w trakcie oraz po Holokauście zatytułowany The Hungarian Conflict. Film zwyciężył eliminacje regionalne oraz stanowe, ostatecznie zajmując trzecie miejsce. Babcia Scootera wysłała go do biura Stevena Spielberga, który natomiast przesłał go dalej do muzeum United States Holocaust Memorial Museum. Film wyświetlany jest tam do dziś.

## Wykształcenie
Studiował na Emory University w Atlancie, jednak studiów nie ukończył

## Kariera
W 2002 roku zatrudniono go do zaplanowania serii przyjęć after-party w każdym z pięciu miast w ramach trasy Anger Management Tour z Ludacrisem i Eminemem. Pozwoliło mu to na dojście do producenta Jermaina Dupri, prezesa So So Def Records. Scooter miał 19 lat, kiedy Dupri zaproponował mu stanowisko w dziale marketingu wytwórni, a 20 kiedy mianowany został dyrektorem wykonawczym marketingu. Wciąż studiując Braun pracował dla So So Def gdzie zarządzał promocją przyjęć. Jednym z jego największych projektów były imprezy dla NBA All-Star Game w 2003 oraz after party trasy koncertowej Onyx Hotel Tour Britney Spears. Ostatecznie Braun opuścił So So Def i założył własną działalność, chociaż krążyły plotki, iż został on zwolniony z powodu odmiennych poglądów na kierunek w którym zmierzała wytwórnia. Swoją działalność rozpoczął od wartego 12 milionów dolarów kontraktu między Ludacrisem a Pontiakiem; teledysk do utworu rapera, Two Miles an Hour, zawierać miał Pontiaca, z kolei w reklamach marki miała być umieszczona piosenka.

## Życie prywatne
Od 2014 roku żonaty z Żydówką pochodzącą z Republiki Południowej Afryki – Yael Cohen, z którą ma troje dzieci Jaggera Josepha (2015), Leviego Magnusa (2016) i córkę Hart Violet (2018). Żona Yael z d. Cohen obroniła licencjat z nauk politycznych na Uniwersytecie Kolumbii Brytyjskiej w Kanadzie, pisząc o własnej organizacji charytatywnej. Dziś zawodowo zajmuje się działalnością w ramach dwóch założonych przez siebie organizacji pozarządowych: F*ckCancer (popularyzacja wiedzy na temat nowotworów) i MotherLucker (promocja świadomego rodzicielstwa).